# Juan Miguel de Vives
Juan Miguel de Vives y Feliu (en catalán: Joan Miquel de Vives i Feliu) (Gerona, ?-Ciudad Rodrigo, 24 de abril de 1809) fue un militar español.

## Biografía
Participó en la guerra del Rosellón (1793-1795) como mariscal de campo. En 1795, el capitán general de Cataluña, José de Urrutia y de las Casas, le dio el mando de los migueletes, un total de 20 000 voluntarios catalanes. En virtud de ello, publicó un opúsculo titulado Obligacions dels miquelets dels nous Tèrcios de Catalunya (1795). Al frente de sus tropas, expulsó a los franceses de la Cerdaña, y estaba a punto de recuperar el Rosellón cuando se firmó la Paz de Basilea (1795).
En 1799 fue nombrado capitán general de Mallorca; estaba en ese cargo cuando se inició la guerra de la Independencia española en 1808. Entonces fue nombrado capitán general de Cataluña por la Junta Superior de Gobierno del Principado. A finales de 1808 (3 de noviembre-17 de diciembre) asedió Barcelona, ocupada por los franceses, con el apoyo por mar de la Royal Navy inglesa, la cual bombardeó la ciudad el 19 de noviembre; sin embargo, fueron derrotados en las batallas de Cardedeu (16 de diciembre) y Molins de Rey (17 de diciembre) por los refuerzos franceses comandados por Saint-Cyr. En diciembre de 1808 fue nombrado capitán general de Castilla la Vieja, cargo en el que falleció al año siguiente, en Ciudad Rodrigo.